# Robert Sellers
Robert Sellers (nascido a 4 de Fevereiro de 1965 em Leeds) é um escritor e autor inglês, mais conhecido pelas suas biografias de conhecidos do mundo do espectáculo e trabalho na cultura popular incluindo Cult TV e The Battle for Bond, uma análise ao julgamento por plágio de Fleming e o que aconteceu depois.
Sellers graduou-se da escola de drama e inicialmente perseguiu uma carreira de comédia stand-up. Depois virou-se para o filme de jornalismo, e escreveu várias publicações como Daily Mail, Empire, Total Film, The Independent, SFX e Cinema Retro. Sellers fez entrevistas a celebridades notáveis como Roger Moore, Christopher Lee, Michael Palin, Richard Dreyfuss e Ray Harryhausen.
À parte das suas biografias, Sellers também escreveu livros na indústria de entretenimento. O seu livro Always Look on the Bright Side of Life, a história da companhia cinematográfica HandMade Films, foi descrita pela Film Review Magazine como "fascinante" e "impossível de largar". O Daily Mail foi designado como "engraçado, relevante e impossível de largar".
Cult TV foi a história oficial de ITC, a companhia de televisão de Lew Grade que fez vários espectáculos de TV pelos anos 60 e 70.
Sellers contribuiu para vários documentários televisivos incluindo The 100 Best Family Films, no Channel 4.

## Trabalhos publicados
- Sting: A Biography (1989)
- The Films of Sean Connery (1990)
- Sigourney Weaver: A Biography (1992)
- Harrison Ford: A Biography (1993)
- Tom Cruise: A Biography (1997)
- Sean Connery: A Celebration (1999)
- The Radio Times Guide To Film (contributor) (2000)
- The Radio Times Guide To Science Fiction (contributor) (2002)
- Always Look on the Bright Side of Life (aka Very Naughty Boys) (2003)
- Cult TV: The Golden Age of ITC (2006)
- The Battle for Bond (2006)
- Hellraisers: The Life and Inebriated Times of Burton, Harris, O'Toole and Reed (2008)
- James Robertson Justice – What's the Bleeding Time? (co-author) (2008)
- Hollywood Hellraisers: The Wild Life And Fast Times of Marlon Brando, Dennis Hopper, Warren Beatty and Jack Nicholson  (2009)
- Vic Armstrong: Authorized Film Memoirs
- What Fresh Lunacy Is This? – The Authorised Biography of Oliver Reed (2013)